# Göran Sonesson
Göran Harry Sonesson, född 17 oktober 1951 i Malmö, avliden 17 mars 2023, var professor i semiotik vid Lunds universitet. Han blev Sveriges första professor i detta ämne år 2000. Han var generalsekreterare i International Association for Visual Semiotics (IAVS) och var under 2004-2009 vice generalsekreterare i International Association for Semiotic Studies (IASS-AIS).